# Незламні (проєкт)
Проєкт «Незламні» — це відзначення на державному рівні у 2016 р. 15 видатних людей, що пройшли через страшні 1932—1933 роки, запропоноване Українським інститутом національної пам'яті до 83-х роковин Голодомору в Україні.

## Заходи
24 листопада 2016 року, цей проєкт було презентовано на експозиції Українського інституту національної пам'яті та виставці «Голодомор не зламав» в Національному музеї «Меморіал жертв Голодомору».
Виставка тривала до кінця 2016 року.
Також вченими Українського інституту національної пам'яті було створено відео про 15 незламних героїв, щоб особливо вшанувати їх пам'ять. Вони демонструвались на телебаченні та розповсюджувались в мережі Інтернет.

## Мета
Ознайомити суспільство з життям 15 видатних українських людей, які змогли реалізувати себе, попри травму пережитого у 1932—1933 роках. «Голодомор не зламав» — ані цих людей, ані наш народ. Серед мільйонів тих, хто вижили фізично, були й такі, хто не дав знищити себе духовно.
|  | «Голод обраний як зброя геноциду дав Сталіну можливість не лише забрати життя у мільйонів українців, але вбити тих із них, хто пережили масове вбивство. — відзначив історик Володимир В'ятрович. — Вбити їх як українців: ті, хто вижили, добровільно позбавлялися власної мови, культури, традицій, переплавлювалися у безликий «совєтський народ». Вбити їх як людей: перетворити в істот, позбавлених почуття гідності, понизити до рівня тваринного існування, а згодом вмонтувати в якості гвинтиків у тоталітарну машину» |

.

## Гасло проєкту
```
"Бо ми народ, який не зламали геноцидом". 
```

## Персоналії
Всупереч несприятливим обставинам радянської дійсності, багато хто з «незламних» стали митцями, художниками, письменниками, перекладачами, науковцями, громадськими діячами, досягли успіхів у науці та техніці та збагатили українську і світову культуру. Вони зуміли реалізувати себе, попри травму пережитого у 1932—1933-му.

### Письменники
Хтось, як Василь Барка, бачив метою свого подальшого життя донести світові правду про Голодомор, а хтось, як Олесь Гончар, тримав біль пережитого у своєму серці і збагачував своїми творами українську літературу. Пережили Голодомор поет Дмитро Білоус та прозаїк Анатолій Дімаров.

### Дисиденти
Інші, як філософ Микола Руденко чи Олекса Тихий, ставали до відкритої боротьби із режимом. У кожного з тих, кого не зламав Голодомор, був свій шлях. Микола Данилович був одним із засновників Української Гельсінської спілки.
Безперечно, знав про Голод, але не завжди міг про це написати історик Михайло Сікорський.
Тому, серед «незламних» — автор Акта проголошення незалежності України в 1991-му Левко Лук'яненко.

### Митці
Це різні люди, але вони пережили страшні лиха Голодомору 1932—1933 років:
- відома українська художниця Катерина Білокур та живописець Опанас Заливаха.
- Євгенія Мірошниченко, яка стала відомою оперною дівою,
- Іван Світличний, який став поетом, дисидентом,
- кінодраматург Борис Хандрос,

### Емігранти
Українка Євгенія Сакевич-Даллас, яка пережила Голодомор, стала відомою американською фотомоделлю.
«До 40 років я не хотіла розмовляти про цю болючу для мене тему. — згадувала Євгенія Сакевич-Даллас. — Проте цей душевний біль неможливо було викорінити з мого серця. І я розповідала мою історію друзям… Люди, незнайомі з історією України, до глибини серця були зворушені».
Також в списку «незламних» — лікар та письменниця Нонна Ауска, що жила в еміграції у Німеччині, Чехії, Італії та США. Вже на схилі віку, у 1993 році вона написала чеською мовою оповідання «Голодоморня» про пережите у дитинстві.